# (774) Armor
(774) Armor ist ein Asteroid des Hauptgürtels, der am 19. Dezember 1913 vom französischen Astronomen Charles le Morvan in Paris entdeckt wurde.
Der Name ist abgeleitet von Armorica, dem keltischen Namen für Nordwest-Frankreich.
Weitere Bahnparameter sind:
- Länge des aufsteigenden Knotens: 250,357°
- Argument des Perihels: 29,485°